# Pelegrín Clavé
Pelegrín Clavé y Roqué (en catalán: Pelegrí Clavé i Roqué) (Barcelona, 17 de junio de 1811- Barcelona, 13 de septiembre de 1880) fue un pintor español, cercano al movimiento de los nazarenos.

## Biografía

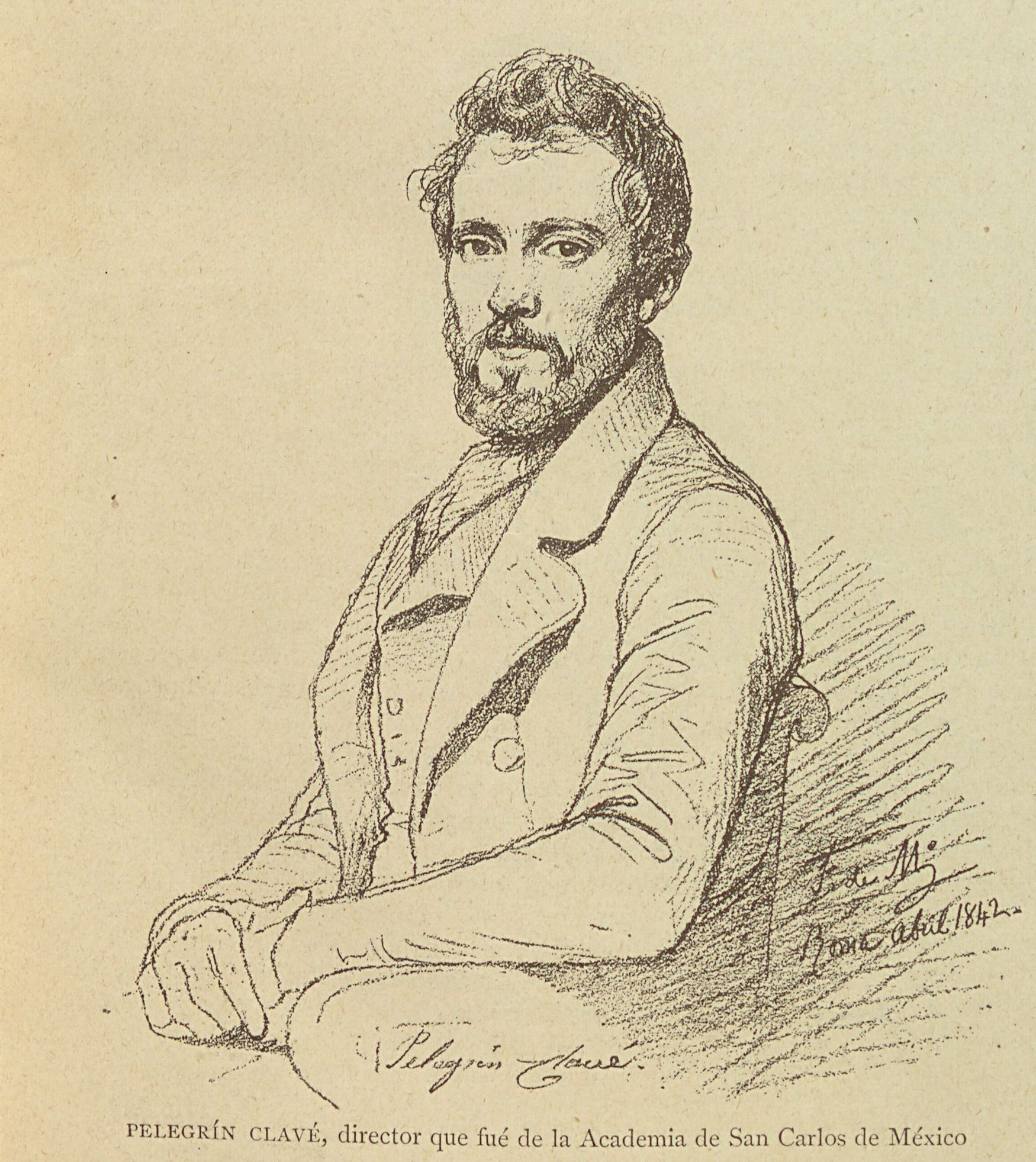
Retratado en 1842 en Roma por Federico Madrazo.

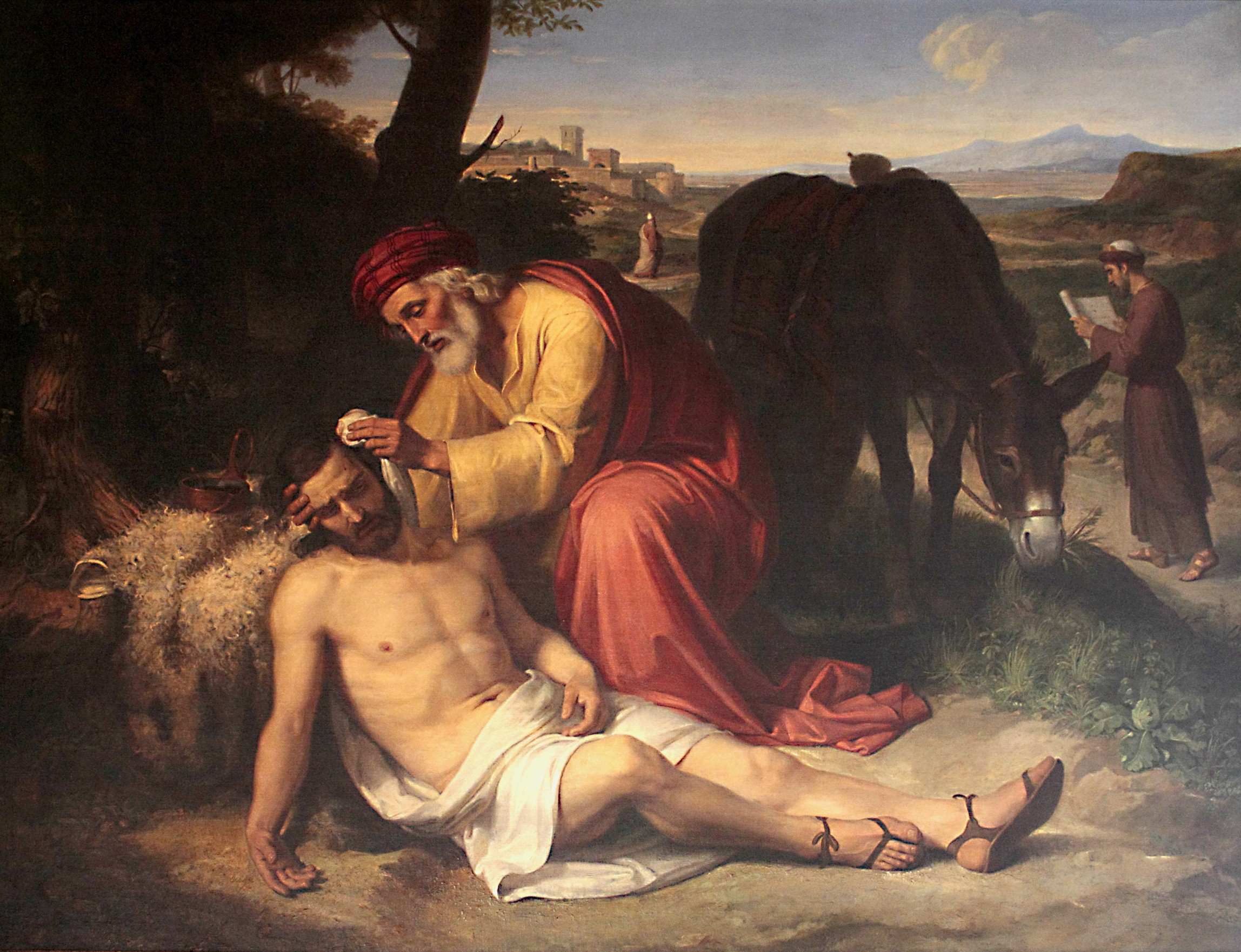
El buen samaritano (1838), Real Academia Catalana de Bellas Artes de San Jorge

Hijo de Eulalia Roqué Ferrer y Rafael Clavé Molists. Estudió en la Escuela de Bellas Artes de Barcelona (1822) y en la de San Lucas de Roma (1834). 
El 16 de noviembre de 1845 fue nombrado Académico de Mérito de Pintura de Historia por la Real Academia de San Fernando, en Madrid, con la obra La Infanta Doña Isabel tensando la Corona. 
En enero de 1846 viajó a Ciudad de México, donde reorganizó los estudios de pintura y asumió el cargo de director de la Academia de San Carlos. En México hizo también retratos y cuadros de tema histórico (La primera juventud de Isabel la Católica al lado de su enferma madre, 1855), así como los frescos de la cúpula del Templo de San Felipe Neri (destruidos en el incendio de 1914).
En 1868, habiendo concluido su contrato y dejado la dirección de pintura de la Academia a cargo de José Salomé Pina, volvió a Barcelona.
Fue miembro de número de la Real Academia Catalana de Bellas Artes de San Jorge desde 1868, desde el  28 de abril de 1862 de la Academia de Bellas Artes de Brera y lo fue después de la Real Academia de las Tres Nobles Artes de San Fernando de Madrid el 16 de enero de 1872, según consta en sus respectivos diplomas. 
Su estilo, como el de otros pintores catalanes contemporáneos, se relaciona con los nazarenos alemanes, en particular con Overbeck, al que conoció estando en Roma. El buen samaritano (1838) es una de las obras que refleja especialmente la influencia nazarena.

## Obras

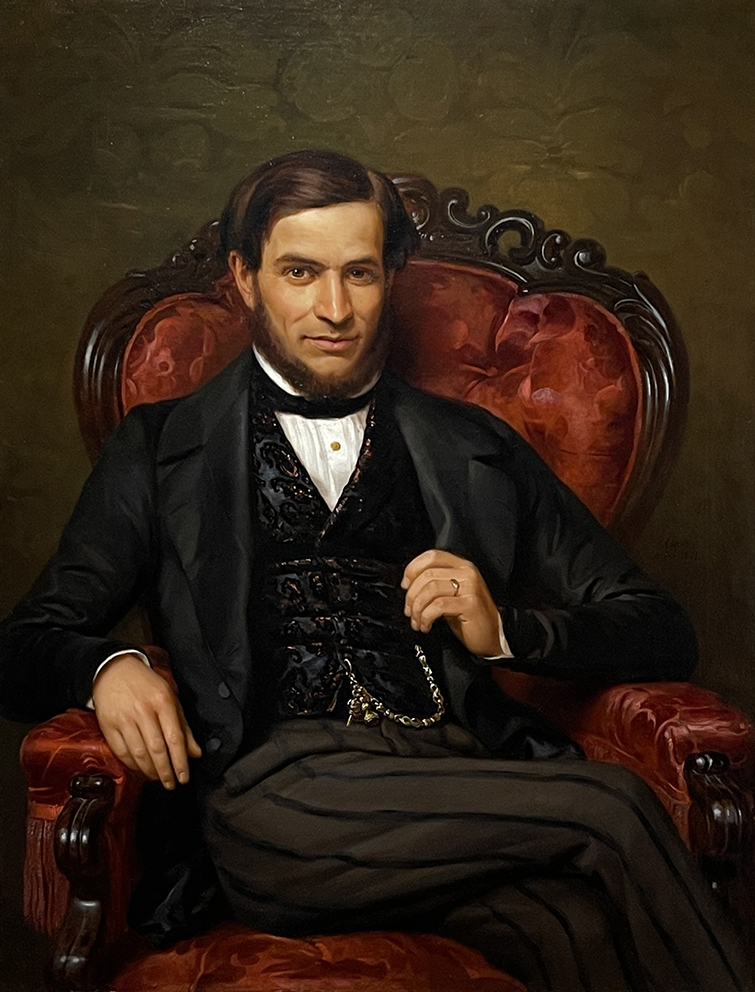
Retrato de caballero (1851), óleo de Pelegrín Clavé, Colección Blaisten, Ciudad de México

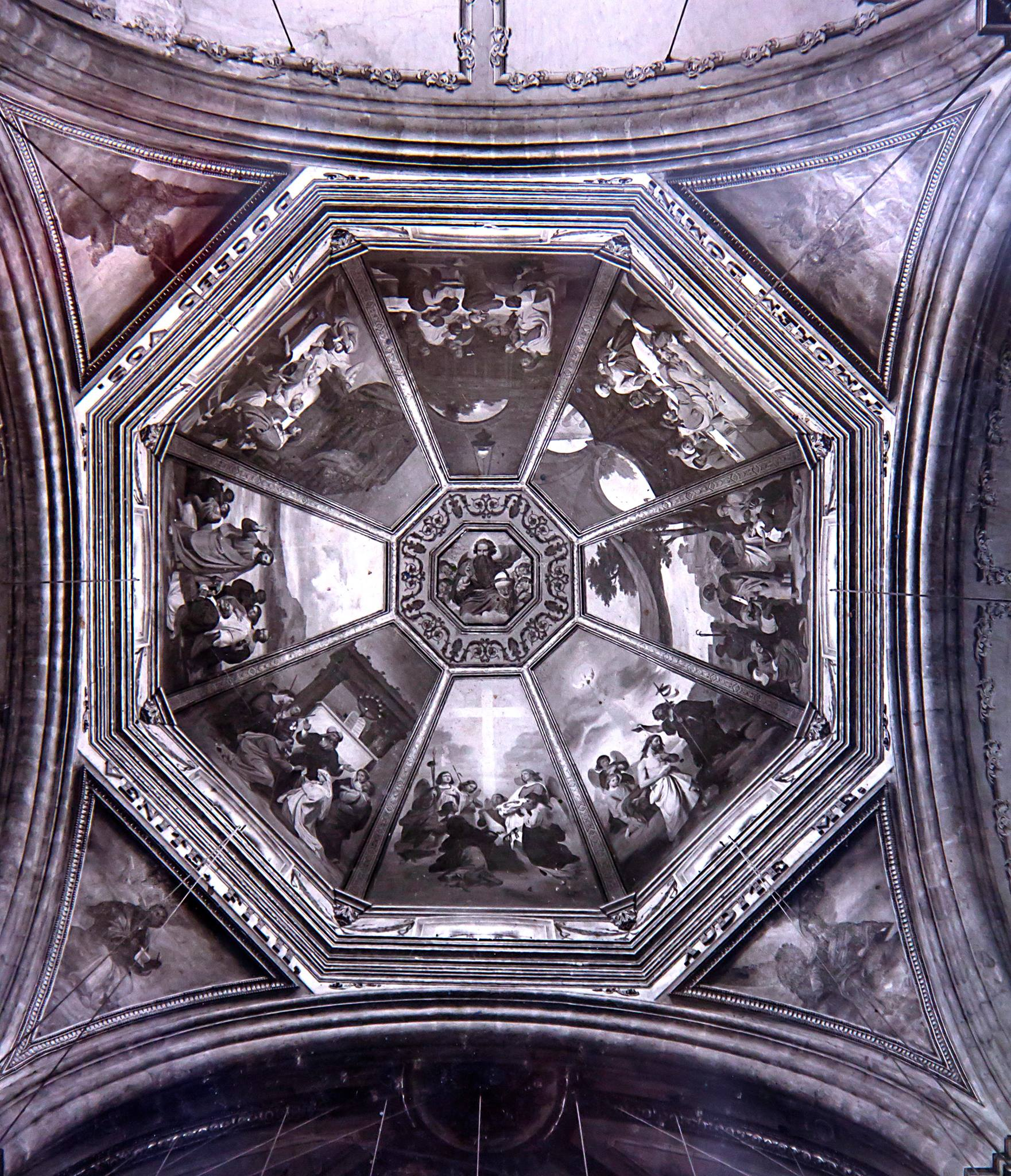
Cúpula del Templo de San Felipe Neri con frescos de Pelegrín Clavé (antes del incendio), 1908, fotografía de Guillermo Kahlo

- Retrato de Josep Valls i Nadal (1832), pastel sobre tela, 63 x 52 cm, Real Academia Catalana de Bellas Artes de San Jorge (inv. 175)
- Salomón proclamado rey de Israel (1833), óleo sobre tela, 117 x 156 cm, Real Academia Catalana de Bellas Artes de San Jorge (inv. 356)
- Autorretrato (1835), óleo sobre tela, 36 × 24 cm, Museo Nacional de Arte de Cataluña, Barcelona
- Copia de un Eccehomo de Guercino (1835), óleo sobre tela, 62 x 49 cm, Real Academia Catalana de Bellas Artes de San Jorge (inv. 216)
- El sueño de Elías (1837), óleo sobre tela, 129 x 151 cm, Real Academia Catalana de Bellas Artes de San Jorge (inv. 276)
- El buen samaritano (1838), óleo sobre tela, 187 x 241 cm, Real Academia Catalana de Bellas Artes de San Jorge (inv. 217)
- Retrato de Ignacio Cecilio Algara Gómez de la Casa (1840), Brooklyn Museum, Nueva York
- Jacob recibe la túnica ensangrentada de su hijo José (1842), Museo de Arte de Gerona
- Retrato de Dama (1849), Museo Soumaya, Ciudad de México
- Retrato de la familia Antuñano (1850), Museo Soumaya, Ciudad de México
- Retrato de Rafael Cancino (1850), Museo de Historia Mexicana, Monterrey
- Retrato de Mariana Rubio de Cancino (1850), Museo de Historia Mexicana, Monterrey
- Retrato de Lorenzo De la Hidalga (1851), Museo Nacional de San Carlos, Ciudad de México
- Retrato de Ana García Izcalbalceta (1851), Museo Nacional de San Carlos, Ciudad de México
- Retrato de Andrés Quintana Roo (1851), Museo Nacional de San Carlos, Ciudad de México
- Retrato de caballero (1851), Colección Blaisten, Ciudad de México
- Retrato del niño Gabriel Gamio (1852), Colección Banamex, Ciudad de México
- Retrato póstumo de Juliana Sanromán (1853), Museo Casa de la Bola, Ciudad de México
- La demencia de Isabel de Portugal o la Primera infancia de Isabel la Católica (1855), Museo Nacional de San Carlos, Ciudad de México
- Los Siete Sacramentos y la Adoración de la Cruz (1861-1867), frescos de la cúpula del Templo de San Felipe Neri.
- El Padre Eterno bendiciendo la Creación (1867), Pinacoteca de La Profesa, Ciudad de México